# أبراهام زوتسكيفر
أبراهام زوتسكيفر (بالعبرية: אברהם סוצקבר‏) (15 يوليو 1913 – 20 يناير 2010) كان شاعرًا يديشيًا مشهورًا.
كتبت صحيفة نيويورك تايمز أن زوتسكيفر كان "أعظم شاعر في الهولوكوست".
حصل على جائزة إسرائيل للأدب اليديشي في عام 1985.

## حياته
ولد أبراهام (أفروم) زوتسكيفر في 15 يوليو 1913، في سمورجون في منطقة فيلنا في الإمبراطورية الروسية (حاليا سمارهون في بيلاروسيا). وخلال الحرب العالمية الأولى انتقلت عائلته إلى أومسك في سيبيريا، حيث توفي والده هيرتز زوتسكيفر. وفي عام 1921، انتقلت العائلة إلى فيلنيوس.
التحق زوتسكيفر بالمدرسة الثانوية اليهودية البولندية في هرتسليا، وحضر دروس الجامعة في الأدب البولندي، وتعرف على الشعر الروسي من خلال صديق. وكانت قصائده الأولى مكتوبة باللغة العبرية.
في عام 1930، انضم زوتسكيفر إلى منظمة الكشافة اليهودية بن ("النحلة")، التي نشر في مجلتها مقالته الأولى. وهناك التقى أيضًا بزوجته فريدكي. وفي عام 1933 أصبح جزءًا من مجموعة الكتاب والفنانين يونغ فيلن، مع زملائه الشعراء شميرك كاشيرجينسكي، وحاييم جريد، وليزر فولف.
وتزوج من فريدكي عام 1939 قبل يوم واحد من بداية الحرب العالمية الثانية.
وفي عام 1941، بعد الاحتلال النازي لفيلنيوس، أرسل زوتسكيفر وزوجته إلى غيتو فيلنا. وقام زوتسكيفر وأصدقاؤه بإخفاء مذكرات تيودور هرتزل، ورسومات لمارك شاغال وألكسندر بوجين، وغيرها من الأعمال الثمينة خلف جدران الجص والطوب في الحي اليهودي. وقُتلت والدته وابنها الوليد على يد النازيين. وفي 12 سبتمبر 1943 هرب هو وزوجته إلى الغابات، وحارب مع زميله الشاعر اليديشي شميركي كازيرجينسكي قوات الاحتلال. وانضم إلى وحدة يهودية وهُرب إلى الاتحاد السوفيتي.
وصلت قصيدة زوتسكيفر السردية عام 1943، كول نيدر، إلى اللجنة اليهودية المناهضة للفاشية في موسكو، والتي كان من بين أعضائها إيليا إرينبورغ وسولومون ميخويلز، بالإضافة إلى يوستاس باليكيس رئيس ليتوانيا السوفيتية (المنفي مستقبلا). وناشدوا الكرملين أن ينقذه. لذالك حددت طائرة موقع زوتسكيفر وفريدكي في مارس 1944، ونقلتهما إلى موسكو، حيث ولدت ابنتهما رينا.
في فبراير 1946، تم استدعاؤه كشاهد في محاكمات نورمبرغ، ليشهد ضد فرانز مورير قاتل والدته وابنه. وبعد إقامة قصيرة في بولندا وباريس، هاجر إلى فلسطين تحت الانتداب البريطاني، ووصل إلى تل أبيب في عام  1947. وفي غضون عامين، أسس زوتسكيفر Di Goldene Keyt (السلسلة الذهبية).
كان زوتسكيفر محبا للسفر، وقام بجولة في أدغال أمريكا الجنوبية والسافانا الأفريقية، حيث ألهمه مشهد الأفيال وأغنية زعيم الباسوتو كتابة مقطوعات شعرية.
وفي أواخر عام 1985، أصبح زوتسكيفر أول كاتب يديشي يفوز بجائزة إسرائيل المرموقة لأدبه. وظهرت خلاصة وافية باللغة الإنجليزية في عام 1991.
توفيت فريدكي في عام 2003. وتوفي أبراهام زوتسكيفر في 20 يناير 2010 في تل أبيب عن عمر يناهز 96 عامًا.

## سيرته الأدبية
كتب زوتسكيفر الشعر في سن مبكرة، باللغة العبرية في البداية. ونشر قصيدته الأولى في مجلة بن، مجلة الكشافة اليهودية. وكان من بين الكتاب والفنانين الحداثيين في مجموعة فيلنا الشابة (Young Vilna) في أوائل الثلاثينيات. وفي عام 1937 نُشر ديوانه الأول من الشعر اليديشي بعنوان ليدر (أغاني)، من نادي القلم اليديشي الدولي؛  وصدر الديوان الثانيفالديكس (من الغابة 1940) بعد انتقاله من وارسو، أثناء فترة الحكم الذاتي الليتواني.

وفي موسكو كتب سيرة لتجاربه في حي اليهود في فيلنا 1946، ومجموعة شعرية Lider fun geto (1946 "أغاني من الحي اليهودي") وبدأ كتابة قصيدة Geheymshtot ("المدينة السرية"، 1948)، قصيدة ملحمية عن اليهود المختبئين في مجاري فيلنا.

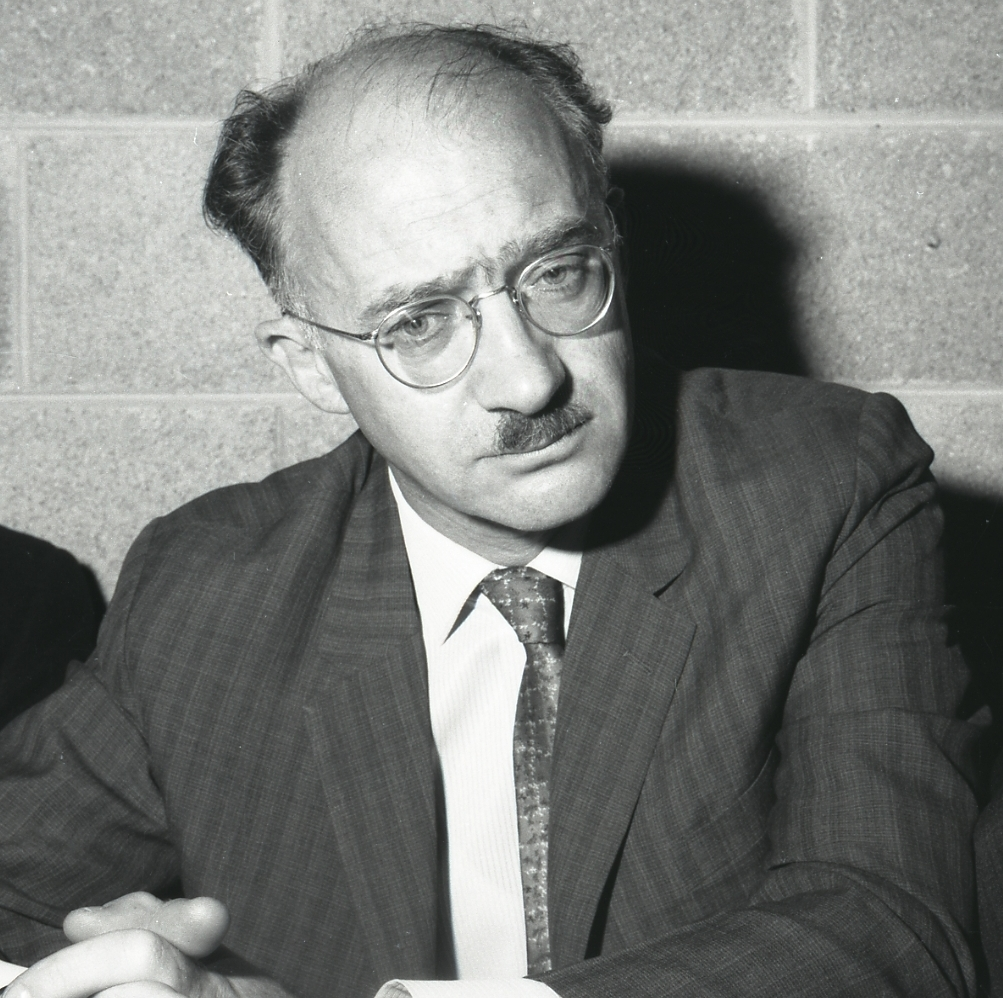
أبراهام زوتسكيفر، 1962

,في عام 1949 أسس زوتسكيفر المجلة الأدبية اليديشية الفصلية Di Goldene Keyt (السلسلة الذهبية)، وهي المجلة الأدبية اليديشية الفصلية الوحيدة في إسرائيل، والتي قام بتحريرها حتى إنهاؤها في عام 1995. أعاد زوتسكيفر إحياء الحياة المهنية لكتاب اليديشية من أوروبا والأمريكتين والاتحاد السوفيتي وإسرائيل. ومع ذلك، رفض الكثيرون في الحركة الصهيونية اللغة اليديشية باعتبارها حججًا انهزامية في الشتات. فأجاب: "لن يقتلعوا لساني". "سأوقظ جميع الأجيال بزئيري".
وتُرجم شعر زوتسكيفر إلى العبرية على يد ناتان ألترمان وأبراهام شلونسكي وليا غولدبرغ. وفي ثلاثينيات القرن العشرين، تُرجمت أعماله إلى اللغة الروسية على يد بوريس باسترناك.

## أعماله
- القلعة - 1945
- حول الرنجة (1946) [18][19]
- الشارع اليهودي - 1948
- سيبيريا - 1953
- في وسط سيناء 1957
- وردة الكمان - قصائد - 1974
- الحوض الأخضر - 1975
- ضحك في الغابة: قصائد من المخطوطات القديمة والجديدة) - 1982 [20]

## أعماله المترجمة للإنجليزية
- سيبيريا: قصيدة، ترجمها جاكوب سونتاج عام 1961، وهي جزء من مجموعة الأعمال التمثيلية لليونسكو.[21]
- اللآلئ المحروقة : قصائد الغيتو لأبراهام زوتسكيفر، مترجمة من اليديشية بواسطة سيمور ماين؛ 1981.
- وردة الكمان: قصائد، 1970-1972، أبراهام زوتسكيفر ؛ ترقم ISBN 0-88962-142-Xم اختيارها وترجمتها بواسطة روث ويتمان؛ رسومات مارك شاغال؛ 1990.
- زوتسكيفر: شعر ونثر مختار، مترجم من اليديشية بواسطة باربرا وبنجامين هارشاف؛ مع مقدمة بقلم بنيامين حرشاف. بيركلي: مطبعة جامعة كاليفورنيا، 1991.
- الضحك في الغابة : قصائد من المخطوطات القديمة والحديثة لإبراهام زوتسكيفر ؛ تمت ترجمته من اليديشية بواسطة بارنيت زوموف؛ مع مقالة تمهيدية بقلم إيمانويل إس جولدسميث. هوبوكين، نيوجيرسي: منشورات 1996.
- زوتسكيفر - النثر الأساسي ؛ تمت ترجمته من اليديشية بواسطة زاكاري شولم بيرغر (ترجمة مركز الكتب اليديشية)؛ مع مقدمة من هيذر فالنسيا. أمهيرست، ماساتشوستس - 2020.

## الجوائز
- في عام 1969، حصل زوتسكيفر على جائزة إيتسيك مانغر للأدب اليديشي.[22]
- في عام 1985، حصل زوتسكيفر على جائزة إسرائيل للأدب اليديشي.[5] تُرجمت قصائد زوتسكيفر إلى 30 لغة.[23]

## روابط خارجية
- أعمال زوتسكيفر في الترجمة الإنجليزية
- مكتبة إيديكا
- أبراهام زوتسكيفر من مجموعة الكتاب والرسامين "جونج فيلنا"
- كاثرين مادسن تتحدث عن حياة أبراهام زوتسكيفر
- ماتي شيملوف في الفيلم الوثائقي لأبراهام زوتسكيفر